# The Meteors
A The Meteors brit psychobilly együttes. 1980-ban alakult, alapító tagjai: P. Paul Fenech (gitár, ének), Nigel Lewis (basszusgitár, elektromos basszusgitár, ének), és Mark Robertson (dob). French és Lewis már korábban is játszottak rockabilly zenekarokban, de kiléptek a "Raw Deal" nevű együttesből, hogy egy új zenei stílust alapítsanak, amely a punk rock és a rockabilly keveréke, szövegeik pedig a horrorról és a sci-firől szólnak. Ez a műfaj később psychobilly néven lett ismert. Ők voltak az első együttes, akik a "psychobilly" megnevezéssel illették zenéjüket.

## Diszkográfia
- 1981 In Heaven
- 1983 Wreckin’ Crew
- 1984 Stampede!
- 1985 Monkey’s Breath
- 1986 Sewertime Blues
- 1987 Don't Touch The Bang Bang Fruit
- 1988 Only the Meteors Are Pure Psychobilly
- 1988 The Mutant Monkey and the Surfers from Zorch
- 1989 Undead, Unfriendly and Unstoppable
- 1991 Madman Roll
- 1992 Demonopoly
- 1994 No Surrender
- 1995 Mental Instru Mentals
- 1997 Bastard Sons of a Rock’n’Roll Devil
- 1999 The Meteors vs. The World
- 2001 Psycho Down!
- 2003 Psychobilly
- 2004 These Evil Things
- 2004 The Lost Album
- 2007 Hymns for the Hellbound
- 2009 Hell Train Rollin'
- 2012 Doing the Lord's Work
- 2016 The Power of 3